# Livekonstkollektivet MELO
Livekonstkollektivet MELO (även kallat Live Art Collective MELO, eller bara MELO) är ett konstnärskollektiv och en produktionsplattform som bildades 2005 i Stockholm. MELO består av 9 personer med bakgrund i diverse konstformer som musik, dans, arkitektur, scenteknik och film. MELO arbetar i en direktdemokratisk struktur. De arbetar utan ledare och alla är delaktiga i allt, från idé till färdigt verk. MELO gör inte bara scenkonstverk utan även utställningar, fanzines, konserter och har spelat in en skiva. MELO blev 2007 utvalda att representera Sverige i koreografitävlingen Nordic Grand Prix. Under våren 2009 har MELO residens på  Dansens hus och arbetar med ett platsspecifikt situationsprojekt.

## Scenkonstverk, installationer, utställningar och skivor
MELO:s första produktion, This Power is called Imagination, hade premiär i Stockholm på Moderna dansteatern 2005. Året efter i november 2006 hade Tie me to this world premiär i Malmö och spelades under våren 2007 på  Dansens hus och 2007 på Parkteatern. Sedan 2006 samarbetar MELO med New Theatre on Pechersk i Kiev, Ukraina, och har tillsammans med dessa bl.a. skapat verket Meeting turnerade i Ukraina under 2007. C/O, hade premiär i Skärholmen (Stockholm) under oktober 2007 och turnerade i Sverige hösten 2007. Hösten 2009 genomfördes den platsspecifika upplevelsevandringen "nr 4" på Dansens hus.

## Medlemmar
Aktiva medlemmar i Livekonstkollektivet MELO är följande:
- Ola Hjelmberg (musiker och dansare)
- Louise Hultén (arkitekt)
- Anders Jacobson (dansare och musiker)
- Melina Mastrotanasi (dansare)
- Josef Palm (dansare)
- Nils Ryding (filmare och musiker)
- Sara Soumah (dansare)
- Olle Svensson (ljussättare, musiker)